# Gare de Rho-Fiera
La gare de Rho-Fiera (en italien, Stazione di Rho Fiera) est une gare ferroviaire italienne des lignes de Turin à Milan et de Domodossola à Milan, située sur le territoire de la commune de Rho, dans la province de Milan en région de Lombardie. Elle dessert notamment le parc des expositions Fiera Milano qui accueille une partie de la Foire de Milan.
Créée par l'architecte italien Angelo Mangiarotti, elle est mise en service en 2009.
C'est une gare voyageurs, classée argent, des Rete ferroviaria italiana (RFI), desservie par des trains internationaux, Trenitalia grandes lignes et régionaux, et elle est également une station du Service ferroviaire suburbain de Milan des lignes S5 et S6.

## Situation ferroviaire
Établie à environ 146 mètres d'altitude, la gare de Rho-Fiera est située au point kilométrique (PK) 12,618  (depuis Milan) de la ligne de Turin à Milan, entre les gares de Rho et de Milan-Certosa, et elle est également située sur la ligne de Domodossola à Milan qui est parallèle et sur le parcours des trains qui empruntent la LGV Turin - Milan.

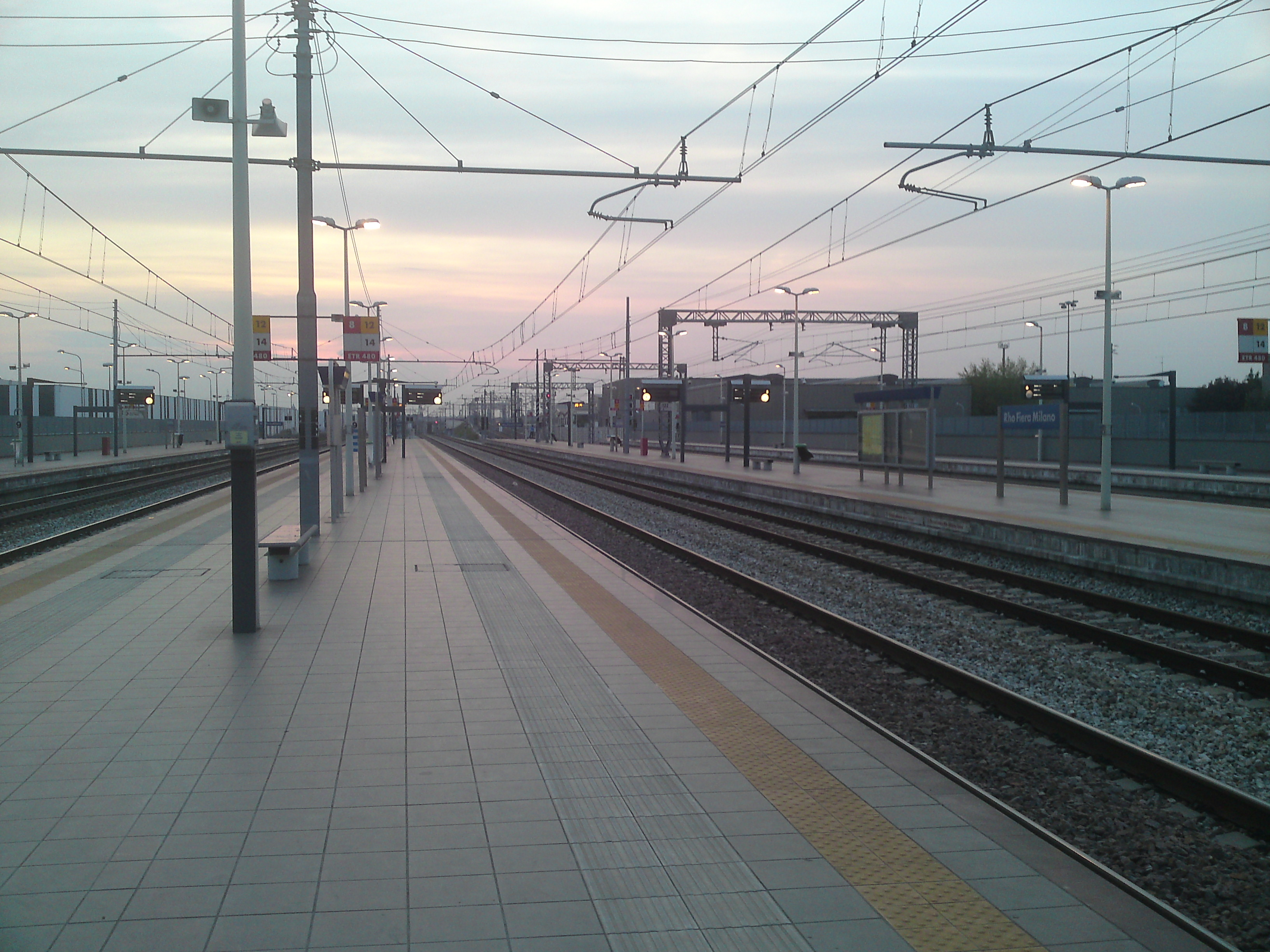
Voies et quais de la gare.

## Histoire
La nouvelle gare de Rho-Fiera est mise en service provisoirement du 5 au 8 décembre 2008 pour « l’Artigianato in Fiera » avant une ouverture permanente au printemps 2009, après la fin des travaux. Il est prévu que durant les manifestations elle sera desservie par des trains de la LGV Turin - Milan. Elle est réalisée par l'architecte Angelo Mangiarotti, peu avant sa mort en 2012, qui est également intervenu sur d'autres nouvelles gares du Passante ferroviaire de Milan.
Créée pour le Service ferroviaire suburbain de Milan, elle dispose de six voies avec quatre quais, partiellement couverts, dont deux centraux. Sa mise en service définitive a lieu le 22 avril 2009.

## Service des voyageurs

### Accueil
Gare voyageurs RFI, classée argent, c'est une halte voyageurs, accessible aux personnes à la mobilité réduite, qui est équipée d'automates pour l'achat de titres de transports et d'un dispositif d'annonces sonores.
La traversée des voies et l'accès aux quais s'effectuent par un passage souterrain équipé notamment d'ascenseurs.

### Desserte
Rho-Fiera-Milano est desservie par des trains grandes lignes internationaux ou italiens rapides, des trains régionaux Trenitalia et des trains Trenord du service ferroviaire suburbain de Milan.
Desserte grandes lignes : trains EuroCity (EC), des relations : Genève - Milan-Centrale, Bâle - Milan-Centrale, et des trains Trenitalia Frecciabianca, des relations : Turin-Porta-Nuova - Venise-Santa-Lucia, ou Rome, ou Trieste.
Desserte régionale : trains régionaux rapides RV de la relation Turin-Porta-Nuova - Milan-Porta Garibaldi, régionaux RE de la relation Domodossola - Milan-Porta Garibaldi.
C'est également une station Trenord du service ferroviaire suburbain de Milan desservie par les trains des lignes S5 et S6, relation Varèse - Treviglio et relation Novare - Pioltello-Limito.
Pour l'exposition universelle de Milan, les trains franco-italiens s'arrêtent systématiquement dans cette gare.

### Intermodalité
Elle est desservie par la Ligne 1 du métro de Milan, les correspondances s'effectuent à la station Rho Fiera située à proximité.
Un parking pour les véhicules y est aménagé. Elle est desservie par des bus urbains.